# القانون الرئيسي
القانون الرئيسي أو القانوني الأساسي أو القانون التنظيمي عبارة عن قانون أو نظام القوانين الذي يشكل أساس مجموعة القواعد للحكومة أو المؤسسات أو غيرها من المنظمات. ويعد الدستور شكلاً خاصًا من القانون الأساسي للدولة ذات السيادة.

## القوانين الأساسية بالولايات المتحدة الأمريكية
يمكن الاطلاع على القوانين الأساسية للولايات المتحدة الأمريكية في المجلد الأول من قانون الولايات المتحدة الذي يحتوي على القوانين العامة والدائمة الخاصة بالولايات المتحدة. يحدد قانون الولايات المتحدة (2007) القوانين الأساسية الخاصة بالولايات المتحدة الأمريكية لتشمل إعلان الاستقلال الأمريكي في 4 يوليو 1776 والوثائق الكونفدرالية في 15 نوفمبر 1777 وقانون المنطقة الشمالية الغربية في 13 يوليو 1787 والدستور الذي أصدر في 17 سبتمبر 1787.

## القوانين الأساسية في فرنسا
بموجب دستور فرنسا الحالي، تعد القوانين الأساسية قائمة قصيرة وثابتة من التشريعات (في 2005، ظهر حوالي 30 قانونًا)، حيث يتوفر وجودها من خلال نص الدستور نفسه. وفقًا لصياغة الدستور الفرنسي (وخصوصًا مقدماته)، فتلك القوانين تتسم بنطاق وقوة دستوريين. وذلك يعني أنها تبطل القوانين العادية. ويتم إصدار هذه القوانين بواسطة مجلس النواب الفرنسي بنفس الطريقة، إلا أنه يجب استشارة المجلس الدستوري الفرنسي قبل إصدار أي قانون أساسي.
تسمح هذه الآلية للدستور الفرنسي بتوفير المرونة إذا لزم الأمر. يتم تفويض التدابير مثل العملية التشريعية لإصدار ميزانيات فرنسا والضمان الاجتماعي الفرنسي، ذلك بالإضافة إلى الإجراءات العملية للانتخابات المتنوعة، إلى القوانين الأساسية، مما يقلل من الحاجة لإجراء تعديلات على الدستور.
في فرنسا، تعد قوانين نظام الميزانية فئة هامة من القوانين الأساسية.

## القوانين الأساسية في إسبانيا
بموجب دستور 1978 الإسباني الحالي، يتسم القانون الأساسي بأنه الوسيط بين القانون العادي والدستور نفسه. يجب أن يتم تمرير القانون بواسطة أغلبية مجلس النواب ويحدد الدستور الإسباني أنه يجب تنظيم بعض مجالات القانون من خلال هذا الإجراء، مثل القوانين التي تضع الحقوق والحريات الرئيسية المعترف بها في القسم الأول من الفصل 2 من العنوان 1 من الدستور، ذلك بالإضافة إلى القوانين التي تعتمد حالات الاستقلال الذاتي لمناطق الحكم الذاتي الإسبانية، ضمن قوانين أخرى. فقبل صدور دستور 1978، لم يظهر هذا المفهوم من قبل في إسبانيا، ولكن كان مستوحى من مفهوم مشابه في الدستور الفرنسي الحالي 1958.